# Hvide Nil (Sudan)
Hvide Nil (Sudan) (arabisk: النيل الأبيض; oversat: An-Nil al-Abyad) er en af Sudans 15 delstater (wilayat). Befolkningen udgjorde 1.188.707 indbyggere i 2006 på et areal på 30.411 km2.
Den administrative hovedby er Kosti. 

## Administrativ inddeling
Delstaten er inddelt i otte mahaliyya:
1. Al Dweim
2. Al Geteina
3. Al Jebelein
4. Al Salam
5. Kosti
6. Rabak
7. Tandalti
8. Um Rimta